# Fuchstanz

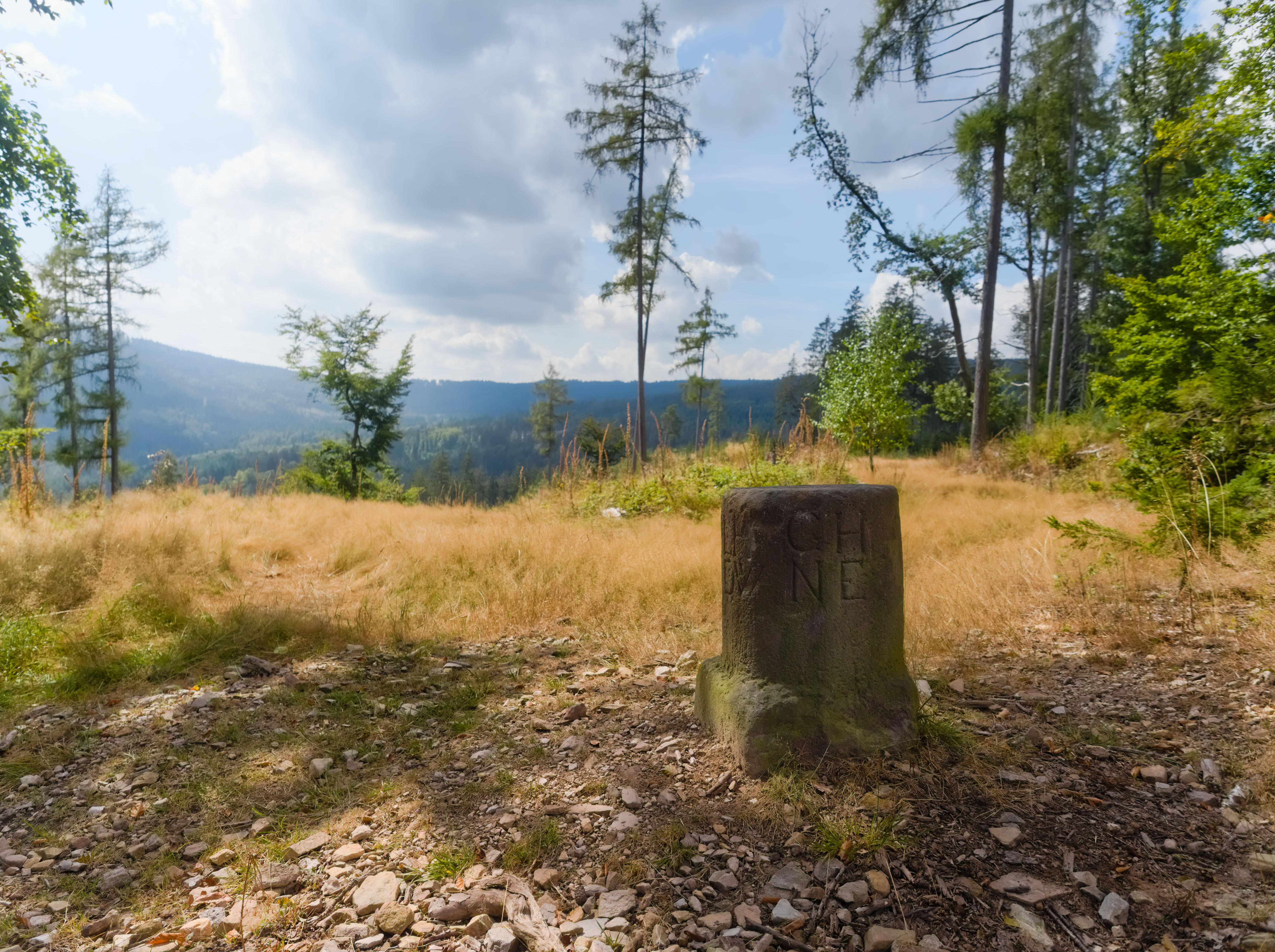
Anblick vom 3,25 km entfernten Grenzstein „Viermärker“. Am Horizont steht links außerhalb des Bildes der Altkönig, die Senke im linken Drittel ist der Fuchstanz.

Der Fuchstanz ist ein Pass im Taunus, Hessen, Deutschland. Er liegt in 662 m ü. NHN zwischen dem Kleinen Feldberg und dem Altkönig.

## Geschichte
Etwa in der Zeit um 400 v. Chr. besiedelten Kelten den Altkönig. Noch heute sind deren Ring- und Annexwälle um dessen Gipfelplateau herum in 798 m ü. NHN deutlich zu sehen. Die beiden Steinwälle sind rund 980 bzw. 1390 Meter lang.
Der Pass wurde nachweislich seit der Regierungszeit Kaiser Vespasians (69–79 n. Chr.) von den Römern als Verkehrsweg genutzt. Diese unterhielten in der Nähe am Obergermanischen Limes mehrere Kastelle mit Vici. Nach dem Jahr 150 n. Chr. bestand eine gepflasterte Verbindungsstraße, die Feldbergstraße, die von Nida im heutigen Nordwesten der Stadt Frankfurt am Main, dem Hauptort der Civitas Taunensium der römischen Provinz Germania superior (Obergermanien), zum Kastell Kleiner Feldberg führte, dem höchstgelegenen Kastell des Obergermanisch-Raetischen Limes. Über die Straße wurde Material für den Bau bzw. Ausbau des Limes im Taunus sowie Versorgungsmaterial für die Kastelle und Vici transportiert. Sie verlief über den Osthang des Altkönigs und den Fuchstanz; noch heute erinnern die Wegnamen Pflasterweg und Haderweg daran. Nach derzeitigen archäologisch-historischen Erkenntnissen setzte ab dem 3. Jahrhundert ein allmählicher Verfall der Anlagen des Limes ein.
Ende des 18. Jahrhunderts war eine Köhlerei am Fuchstanz angesiedelt.
Im Jahr 1849 wichen die Turner unter Friedrich August Ravenstein politischer Verfolgung und einem Veranstaltungsverbot des Kurfürsten Friedrich Wilhelm I. von Hessen-Kassel vom Gipfelplateau des Großen Feldberges auf den seinerzeit in den Grenzen des Herzogtums Nassau gelegenen Fuchstanz aus und veranstalteten hier ihr Feldbergfest, ein Bergturnfest. Der Pass am Fuchstanz war zu dieser Zeit noch weitgehend baumfrei, so dass eine gute Fernsicht gegeben war.
Im Jahr 1882 weihte der von August Ravenstein mitgegründete Taunusklub eine Schutzhütte auf dem Fuchstanz ein, die bald darauf bewirtschaftet wurde. Später entstand direkt gegenüber eine zweite Schutzhütte. Beide Schutzhütten waren damals aus Holz mit jeweils einer offenen Frontseite gebaut. Um 1890 wurden Bier, Wasser und die notwendigen Utensilien zur Kaffeezubereitung in einem Loch im Waldboden aufbewahrt, der Kaffee an einem kleinen Ofen im Freien gekocht. In den 1920er Jahren wurde in der zweiten Schutzhütte eine weitere Gaststätte eröffnet. Erst 1973 wurde der Fuchstanz mit Elektrizität versorgt.
Der Fuchstanz gehört zum Grundbesitz der Stadt Schwalbach am Taunus.

## Ausflugsziel
Der heute bewaldete Fuchstanz zählt zu den führenden Ausflugszielen im Hohen Taunus. Er ist ein Treffpunkt für Mountainbiker, Wanderer und im Winter für Schlittenfahrer. Bei organisierten Wanderungen und Orientierungsläufen dient der Fuchstanz als Kontroll- oder Streckenposten.

### Verkehrsanbindung
Der Fuchstanz ist nur über Wander- und Forstwege erreichbar, eine für PKW freigegebene Zufahrt gibt es nicht.
Nächstgelegene Parkplätze:
| von         | Parkplatz   | Weg          | Anmarsch       |
| ----------- | ----------- | ------------ | -------------- |
| L 3004      | Große Kurve | Albrechtsweg | 1,8 km bergauf |
| L 3024      | Windeck     | Fuchstanzweg | 1,8 km bergab  |
| Falkenstein | Schardtwald | Rübezahlweg  | 2,5 km bergauf |

An der Kreuzung des Fuchstanzwegs mit der L 3024 liegt die Bushaltestelle Schmitten-Niederreifenberg Windeck.
Ein Shuttlebus zum Großen Feldberg fährt an Wochenenden und Feiertagen insgesamt 14 Parkplätze um den Feldberg herum an.

## Name
Die Herkunft des Namens ist ungeklärt. Historische Postkarten zeigen zwei tanzende Füchse, die ein Spruchband mit folgendem Gedicht halten; ein ähnliches Motiv befindet sich auf einem Holzbildstock draußen vor der Gaststätte:
Alljährlich, am ersten des Maien,

wenn neu die Natur ist erwacht,

wenn alle Menschen sich freuen

der herrlichen Frühlingspracht,

dann spielen hier Elfen die Geigen,

Waldvögelein singen ihr Lied,

da tanzen die Füchse den Reigen,

jedoch nur, wenn niemand es sieht.
Das Märchen vom Fuchstanz aus der Sammlung von Helmut Bode (Zwischen Main und grünen Taunusbergen. 1953) steht möglicherweise ebenfalls mit diesem Ort in Verbindung.

## Bilder

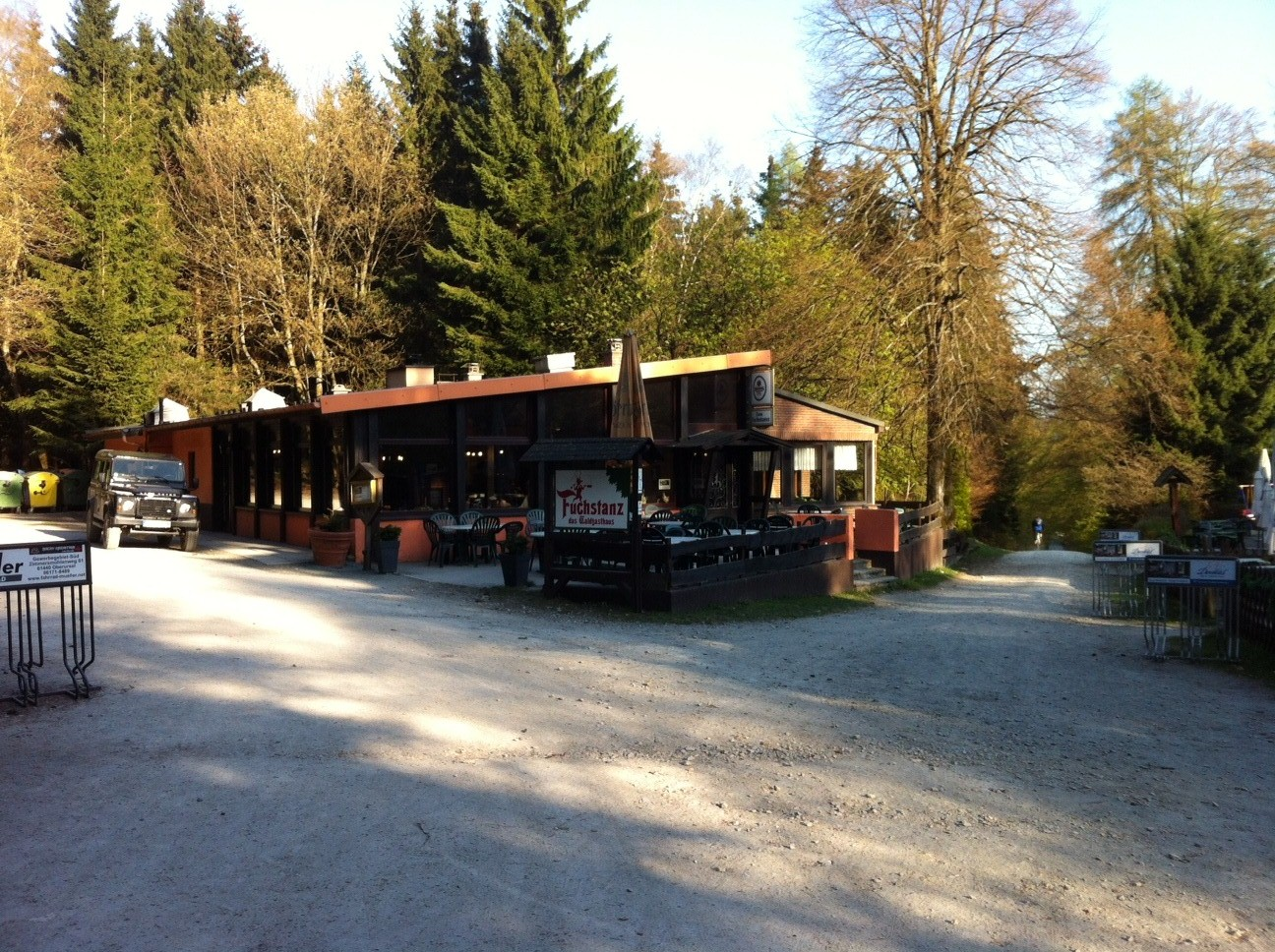
Die ältere Gastwirtschaft 2015
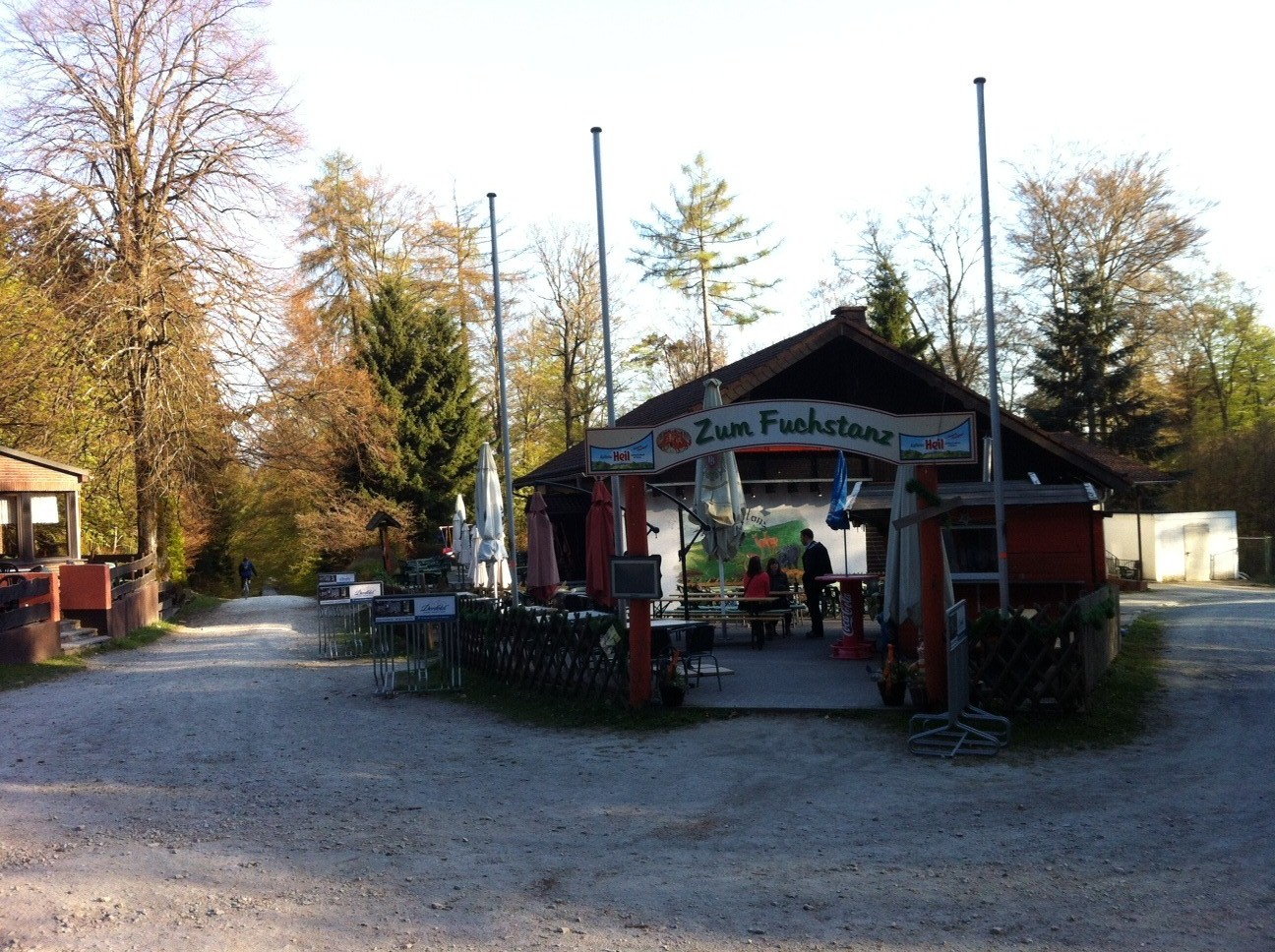
Die jüngere Gastwirtschaft 2015
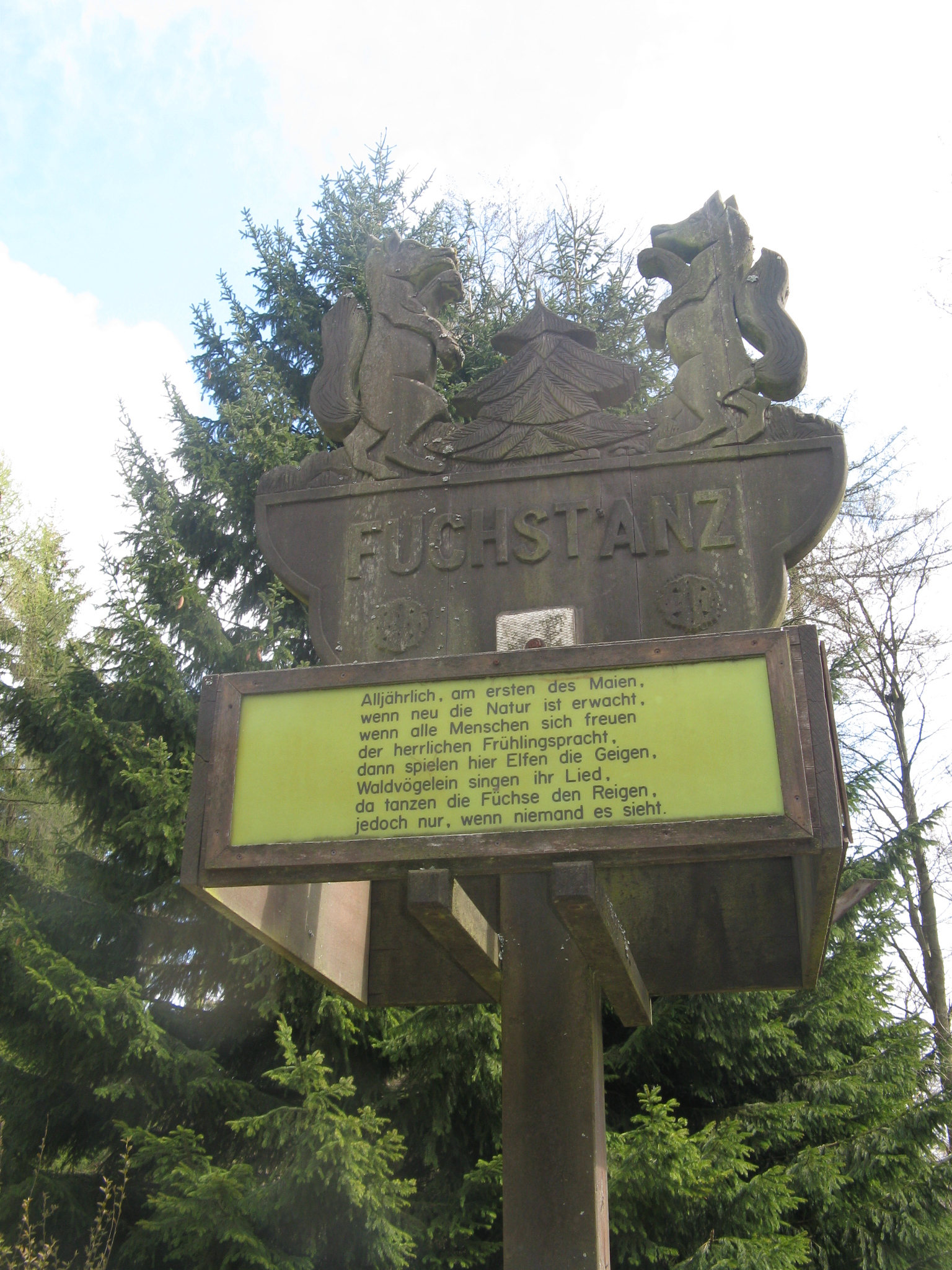
Holzbildstock „Fuchstanz“
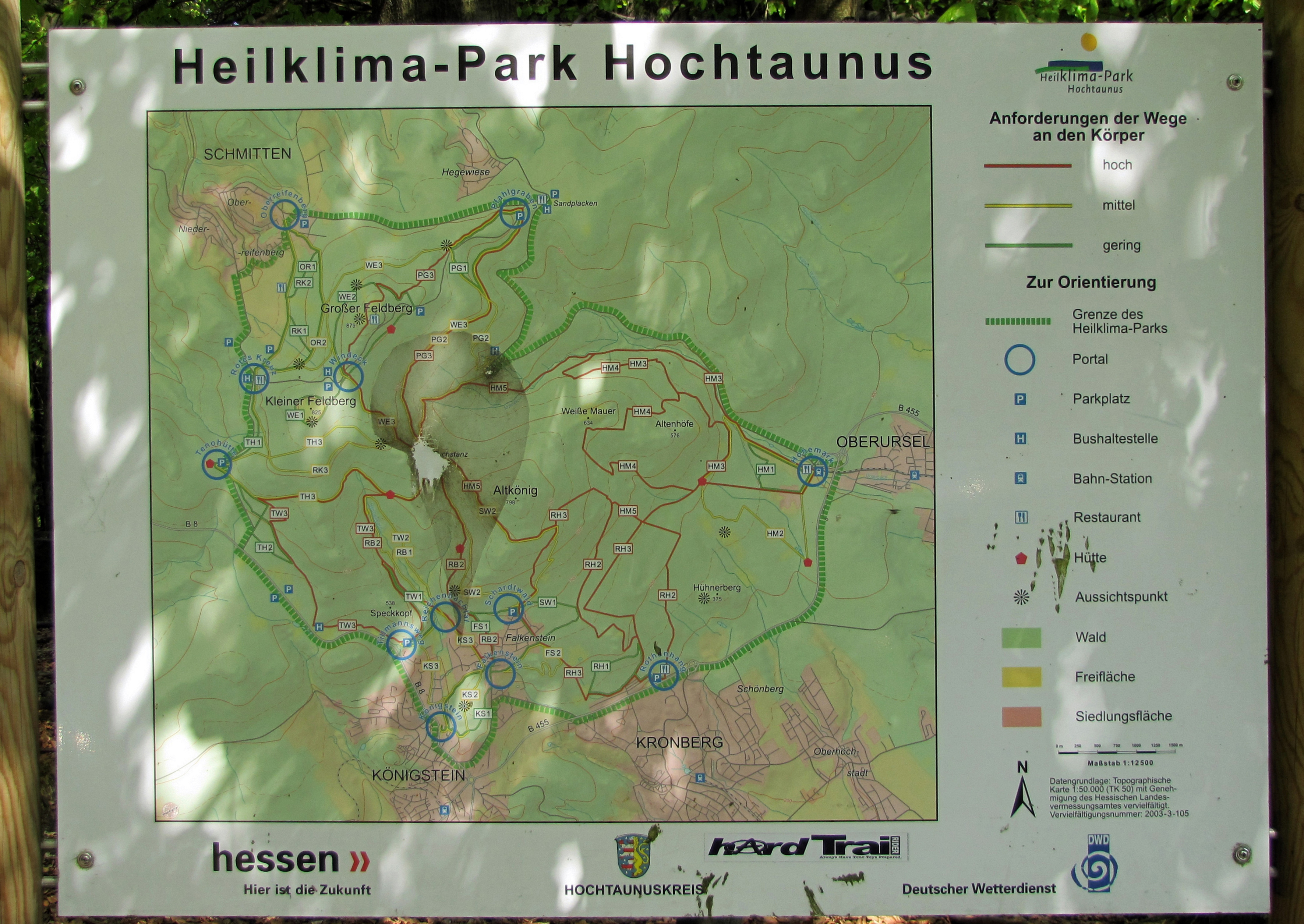
Orientierungstafel